# Mon loufoque de mari
Pour plus de détails, voir Fiche technique et Distribution.
Mon loufoque de mari (titre original : Her Husband's Affairs) est un film américain réalisé par S. Sylvan Simon, sorti en 1947.

## Synopsis
Un scientifique met au point un procédé qui fait pousser les cheveux mais des problèmes vont se présenter.

## Fiche technique
- Titre original : Her Husband's Affairs
- Titre français : Mon loufoque de mari
- Réalisation : S. Sylvan Simon
- Scénario : Ben Hecht et Charles Lederer
- Photographie : Charles Lawton Jr.
- Montage : Al Clark
- Musique : George Duning
- Pays d'origine : États-Unis
- Format : Noir et blanc - 1,37:1
- Genre : Comédie
- Durée : 84 minutes
- Date de sortie : 1947

## Distribution
- Lucille Ball : Margaret Weldon
- Franchot Tone : William Weldon
- Edward Everett Horton : J.B. Cruikshank
- Mikhail Rasumny : Professeur Emil Glinka
- Gene Lockhart : Peter Winterbottom
- Nana Bryant : Mrs Winterbottom
- Jonathan Hale : Gouverneur Fox
- Paul Stanton : Dr Frazee
- Mabel Paige : Mrs Josper
- Frank Mayo : Vice Président Starrett
- Pierre Watkin : Vice Président Beitler
- Emmett Vogan (non crédité) : M. Miller